# Lutjanus gibbus
El pargo jorobado (Lutjanus gibbus) es una especie de peces de la familia Lutjanidae en el orden de los Perciformes.

## Morfología
• Los machos pueden llegar alcanzar los 50 cm de longitud total.

## Alimentación
Come peces, gambas, cangrejos,  langostas, cefalópodos, equinodermos y Ophiuroideas

## Hábitat
Es un pez de mar de clima tropical y asociado a los  arrecifes de coral que vive entre 1-150 m de profundidad.

## Distribución geográfica
Se encuentra desde el Mar Rojo y el África Oriental hasta las Islas de la Sociedad, las Islas de la Línea, el sur del Japón y Australia.